# Recorde de velocidade em terra
| Recorde de velocidade em terra: |
| --- |
| 1227,986 km/h |

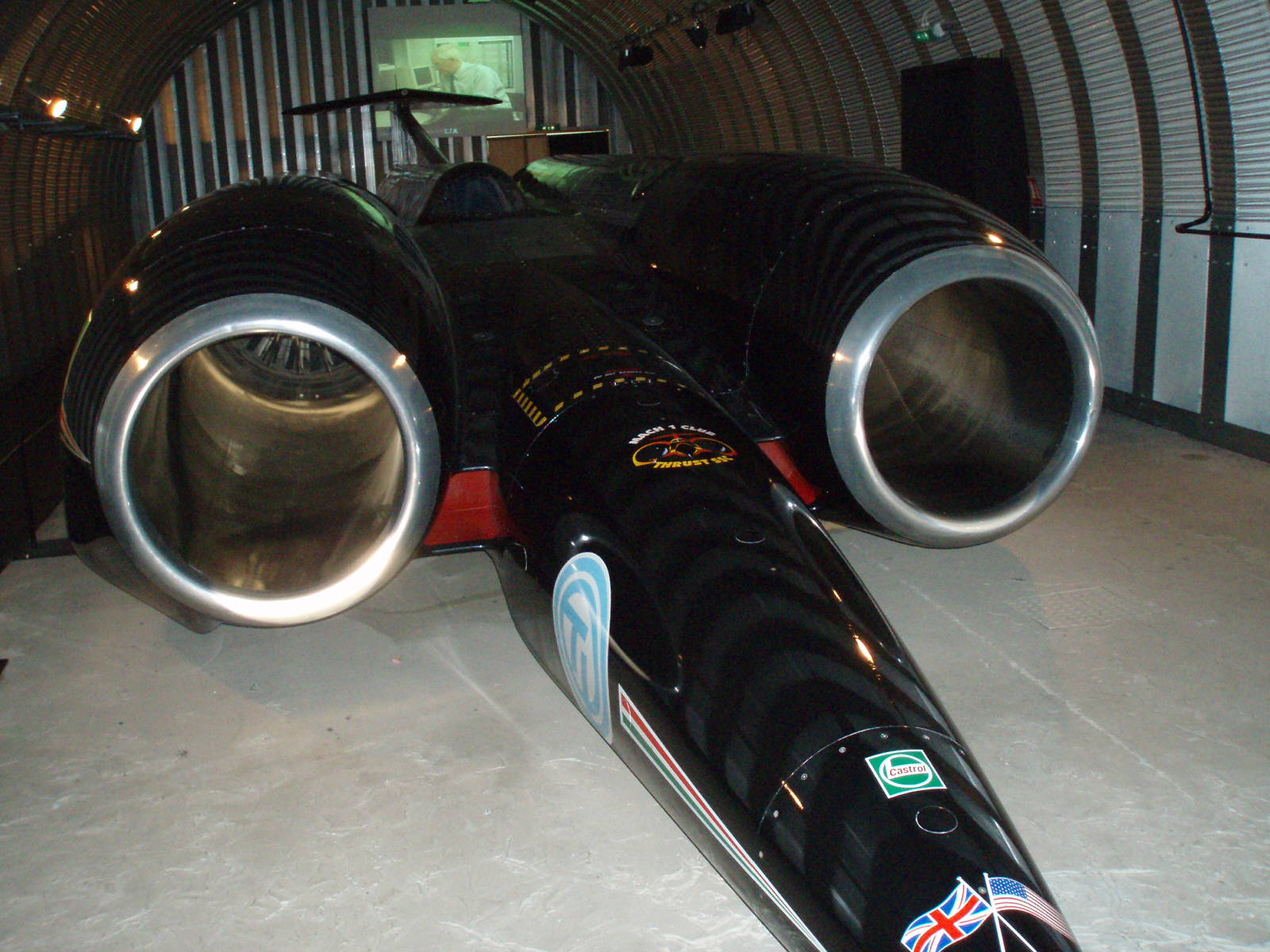
ThrustSSC, conduzido pelo piloto da Real Força Aérea Britânica Andy Green, ostenta o registo de velocidade em terra.

| - Veículo: Thrust SSC - Piloto: GBR Andy Green - Lugar: USA Deserto de Black Rock, E.U.A. - Data: 15 de outubro de 1997 (Desde 2017) |

O recorde de velocidade em terra (ou registo absoluto de velocidade em terra) é a velocidade mais alta conseguida por um veículo sobre rodas que se desloca estando em contacto com o solo e conduzido por um piloto humano.
Não existe um organismo específico para a validação e controlo desta marca. Na prática, é regulado pelas normas da Categoria C ("Veículos Especiais"), oficializadas por organizações regionais ou nacionais sob os auspícios da Federação Internacional do Automóvel. O registo de velocidade em terra está normalizado como a velocidade sobre um percurso de comprimento fixo, calculada pela média medida em duas corridas (geralmente denominadas "passagens"). Os dois trajetos devem ser percorridos em sentidos opostos no prazo máximo de uma hora, e uma nova marca tem que superar a anterior em pelo menos 1% (um por cento) para ser validada. Há numerosas outras categorias de registos para automóveis; e os recordes de velocidade de motocicletas pertencem a uma classe distinta.

## História

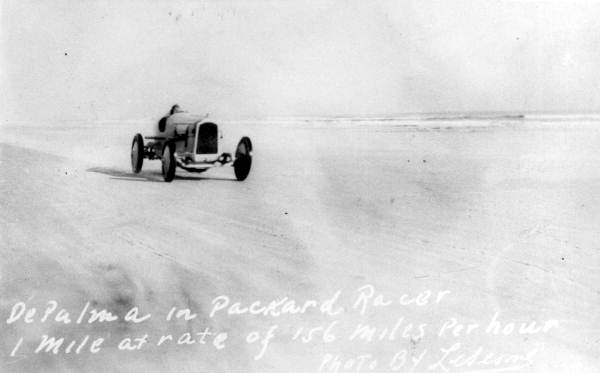
Ralph DePalma no seu Packard '905' Especial no Circuito de Daytona Beach em 1919

Os vários clubes adotaram normas diferentes, e nem sempre se reconheceram os mesmos registos mundiais até 1924, quando a Associação International de Clubes Reconhecidos do Automóvel introduziu novos controles unificados: duas passagens em direções opostas (para compensar os efeitos do vento), calculando-se a média; um máximo de 30 minutos (este prazo foi ampliado mais tarde) entre as duas corridas; declive médio do percurso não superior a 1% (1 por cento); cronometragem com uma precisão de 0,01 segundos;  e os automóveis obrigatoriamente a usar tração das suas rodas para se impulsionarem. Clubes automóveis nacionais ou regionais (como a AAA e a SCTA  do sul da Califórnia) tiveram que se fazer membros da associação internacional para assegurar que os seus registos fossem reconhecidos. Esta associação internacional converteu-se na FIA em 1947. A controvérsia surgiu em 1963: o recorde do Spirit of America não foi reconhecido pela FIA devido a este veículo ter três rodas (levando a Federação Internacional de Motociclismo a certificá-lo com um registo de uma motocicleta de três rodas uma vez que foi recusado pela FIA) e sem tração nas rodas. Pouco depois a FIA introduziu uma categoria especial para os veículos com rodas tratoras. Nenhum titular do registo absoluto desde então foi um veículo deste último tipo.

## Recorde feminino

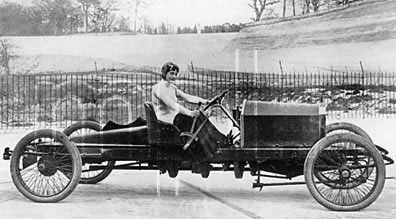
Dorothy Levitt, num Napier 26hp, em Brooklands, Inglaterra, em 1908

Em 1906, Dorothy Levitt bateu o recorde mundial de velocidade feminino, percorrendo o quilómetro a uma velocidade média de de 91 mph (146,25 km/h), recebendo a alcunha de "miúda mais rápida sobre a Terra". Conduziu um Napier com um motor de seis cilindros e 100 hp (74,6 kW) desenvolvido do K5, numa prova de velocidade realizada em Blackpool.
A piloto francesa, Hellé Nice, em 1929 bateu o recorde mundial feminino de velocidade. A bordo de um Bugatti 35B, Nice chegou a 197,7km/h na pista de Montlhery, nos arredores de Paris. O feito que a deixou conhecida na época como a "Rainha da Velocidade".[carece de fontes?]
Uma marca posterior foi conseguida por Lee Breedlove (esposa de Craig Breedlove), que pilotou o Spirit of America-Sonic 1 do seu marido a uma velocidade de 308,506 milhas por hora (496,492 km/h) em 1965, sendo a mulher mais rápida à data. Segundo a escritora Rachel Kushner, Craig Breedlove tinha falado com Lee para que com a sua tentativa de recorde evitasse que um dos adversários do seu marido pudesse fazer uma tentativa de recorde, monopolizando assim o circuito de provas no leito de sal do lago.
Em 1976, o recorde feminino absoluto foi batido por Kitty O'Neil, no SMI Motivator movido a jato e com três rodas no deservo de Alvord. Apoiada por um patrocinador e usando apenas 60% da potência do veículo, O'Neil atingiu a velocidade de 825,127 km/h.
No dia 9 de outubro de 2013, Jessi Combs, num veículo do North American Eagle Project, no deserto de Alvord, bateu o recorde de velocidade feminino com quatro rodas atingindo uma velocidade oficial de 632 km/h, passando o recorde de 48 anos de Breedlove. Combs continuou com o Nort American Eagle Project, curjo objetivo é o recorde de velocidade geral; como parte disso, Combs morreu no dia 27 de agosto de 2019, durante uma tentativa de quebrar o recorde. No fim de junho de 2020, o Guinness World Records reclassificou a corrida do dia 27 de agosto de 2019 como tendo atingido seus requerimentos e Combs foi creditada com o recorde de 841,338 km/h, notando que ela foi a primeira a quebrar esse recorde em 40 anos.

## Recordes

### 1898–1965 (com rodas de tração)
| Data                    | Local                                     | Condutor                    | Veículo                                         | Propulsor                                                                            | Velocidade em 1 km | Velocidade em 1 km | Velocidade em 1 milha | Velocidade em 1 milha | Obs. |
| Data                    | Local                                     | Condutor                    | Veículo                                         | Propulsor                                                                            | mph                | km/h               | mph                   | km/h                  | Obs. |
| ----------------------- | ----------------------------------------- | --------------------------- | ----------------------------------------------- | ------------------------------------------------------------------------------------ | ------------------ | ------------------ | --------------------- | --------------------- | --- |
| 18 de dezembro de 1898  | Achères (Yvelines), França                | Gaston de Chasseloup-Laubat | Jeantaud Duc                                    | Elétrico                                                                             | 39.240             | 63.150             |                       |                       | |
| 18 de dezembro de 1898  | Achères (Yvelines), França                | Gaston de Chasseloup-Laubat | Jeantaud Duc                                    | Elétrico                                                                             | 57.650             | 92.780             |                       |                       | Primeiro recorde de velocidade em terra de um veículo especial, superando 60 mph |
| 17 de janeiro de 1899   | Achères (Yvelines), França                | Camille Jenatzy             | La Jamais Contente                              | Elétrico                                                                             | 65.792             | 105.882            |                       |                       | Primeiro homem a bater um recorde de velocidade em terra |
| 13 de abril de 1902     | Nice, França Promenade des Anglais        | Léon Serpollet              | Gardner-Serpollet Œuf de Pâques (Ovo de Páscoa) | Vapor                                                                                | 75.060             | 120.800            |                       |                       | |
| 5 de agosto de 1902     | Albis-St. Arnoult, França                 | USA William K. Vanderbilt   | Mors                                            | Combustão interna                                                                    | 76.080             | 122.438            |                       |                       | Primeiro recorde com um motor de combustão interna. |
| 12 de janeiro de 1904   | Lago Sainte-Claire, E.U.A.                | USA Henry Ford              | Ford 999 Racer                                  | Combustão interna: 18.9 litros 4 cil em linha (motor Ford)                           | —                  | —                  | 91.370                | 147.050               | Num lago gelado (Não reconhecido pelo Automobile Club de France) |
| 26 de janeiro de 1906   | Daytona Beach, E.U.A.                     | USA Fred Marriott           | Stanley Rocket                                  | Automóvel a vapor                                                                    | 127.660            | 205.440            |                       |                       | Primeiro registo acima de 200 km/h. Primeira marca de velocidade superior ao comboio/trem a vapor contemporâneo. O registo de veículos a vapor manteve-se até 25 de agosto de 2009. |
| 6 de novembro de 1909   | Brooklands, Reino Unido                   | FRA Victor Hémery           | Benz No 1 200 hp (150 kW)                       | Combustão interna: 21.5 litros 4 cil em linha (Motor Benz)                           | 125.940            | 202.680            | 115.930               | 186.570               | Primeiro recorde utilizando cronometraje electrónico. |
| 24 de junho de 1914     | Pista do Salar de Brooklands, Reino Unido | GBR Lydston Hornsted        | Benz No 3 200 hp (150 kW)                       | Combustão interna: 21.5 litros 4 cil em linha (Motor Benz)                           | —                  | —                  | 124.090               | 199.700               | Primeiro registo de ida e volta, fixado em Brooklands com as regras da Associação Internacional de Clubs do Automóvel Reconhecidos                                                  |
| 12 de julho de 1924     | França                                    | GBR Ernest Eldridge         | FIAT Mefistofele                                | Combustão interna: 21.7 litros 6 cil em linha (Motor FIAT A.12 aviação)              | —                  | —                  | 145.890               | 234.980               | Permanece como o recorde mais elevado obtido numa via pública. |
| 25 de setembro de 1924  | Pendine, Reino Unido                      | GBR Malcolm Campbell        | Sunbeam 350HP                                   | Combustão interna: 18.3 litros V12 (Motor Sunbeam aviação)                           | —                  | —                  | 146.160               | 235.220               | Primeiro recorde de velocidade em terra de Malcolm Campbell |
| 21 de julho de 1925     | Pendine, Reino Unido                      | GBR Malcolm Campbell        | Sunbeam 350HP                                   | Combustão interna: 18.3 litros V12 (Motor Sunbeam aviação)                           | —                  | —                  | 150.870               | 242.800               | Primeira pessoa a viajar a mais de 150 mph. |
| 28 de abril de 1926     | Pendine, Reino Unido                      | GBR J. G. Parry-Thomas      | Babs                                            | Combustão interna: 27.0 litros V12 (Motor Liberty L-12 aviação)                      | —                  | —                  | 170.000               | 273.600               | |
| 4 de fevereiro de 1927  | Pendine, Reino Unido                      | GBR Malcolm Campbell        | Blue Bird                                       | Combustão interna: 22.3 litros W12 (Motor Napier Lion aviação)                       | —                  | —                  | 174.880               | 281.440               | [ 21 ] |
| 29 de março de 1927     | Daytona Beach, E.U.A.                     | GBR Henry Segrave           | Mystery (aka "Sunbeam 1000 hp")                 | Combustão interna: 2 x 22.4 litros V12 (Motor Sunbeam Matabele aviação)              | 203.790            | 327.970            |                       |                       | Primeiro auutomóvel a alcançar uma velocidade acima de 200 mph (320 km/h) |
| 19 de fevereiro de 1928 | Daytona Beach, E.U.A.                     | GBR Malcolm Campbell        | Blue Bird                                       | Combustão interna: 23.9 litros W12 (Motor Napier Lion aviação)                       | 206.956            | 333.048            |                       |                       | [ 6 ] |
| 22 de abril de 1928     | Daytona Beach, E.U.A.                     | USA Ray Keech               | Triplex Special                                 | liter\|cuin}} (Motor V12 Liberty L-12 aviação)                                       | 207.552            | 334.007            |                       |                       | [ 23 ] |
| 11 de março de 1929     | Daytona Beach, E.U.A.                     | GBR Henry Segrave           | Golden Arrow                                    | Combustão interna: 23.9 litros W12 (Motor Napier Lion aviação)                       | 231.446            | 372.459            |                       |                       | Segrave foi feito cavaleiro por este feito |
| 5 de fevereiro de 1931  | Verneuk Pan, África do Sul                | GBR Malcolm Campbell        | Blue Bird                                       | Combustão interna: 23.9 litros W12 (Motor sobrealimentado Napier Lion aviação)       | 246.090            | 396.025            |                       |                       | Primeiro recorde acima de 250 km/h. Campbell foi feito cavaleiro por este feito |
| 24 de fevereiro de 1932 | Daytona Beach, E.U.A.                     | GBR Malcolm Campbell        | Blue Bird                                       | Combustão interna: 23.9 litros W12 (Motor sobrealimentado Napier Lion aviação)       | 253.970            | 408.730            |                       |                       | [ 21 ] |
| 22 de fevereiro de 1933 | Daytona Beach, E.U.A.                     | GBR Malcolm Campbell        | Blue Bird                                       | Combustão interna: 36.7 litros V12 (Motor sobrealimentado Rolls-Royce R aviação)     | 272.460            | 438.480            |                       |                       | [ 21 ] |
| 7 de março de 1935      | Daytona Beach, E.U.A.                     | GBR Malcolm Campbell        | Blue Bird                                       | Combustão interna: 36.7 litros V12 (Motor sobrealimentado Rolls-Royce R aviação)     | 276.816            | 445.472            |                       |                       | [ 24 ] |
| 3 de setembro de 1935   | Pista de Bonneville, E.U.A.               | GBR Malcolm Campbell        | Blue Bird                                       | Combustão interna: 36.7 litros V12 (Motor sobrealimentado Rolls-Royce R aviação)     | 301.129            | 484.598            |                       |                       | Primeiro recorde acima de 300 mph, a primeira marca absoluta estabelecida em Bonneville.                                                                                            |
| 19 de novembro de 1937  | Pista de Bonneville, E.U.A.               | GBR George Eyston           | Thunderbolt                                     | Combustão interna: 2 x 36.7 litros V12 (Motor sobrealimentado Rolls-Royce R aviação) | 311.420            | 501.160            |                       |                       | [ 24 ] |
| 27 de agosto de 1938    | Pista de Bonneville, E.U.A.               | GBR George Eyston           | Thunderbolt                                     | Combustão interna: 2 x 36.7 litros V12 (Motor sobrealimentado Rolls-Royce R aviação) | 345.490            | 556.012            |                       |                       | |
| 15 de setembro de 1938  | Pista de Bonneville, E.U.A.               | GBR John Cobb               | Railton                                         | Combustão interna: 2 x 23.9 litros W12 (Motor sobrealimentado Napier Lion aviação)   | 350.200            | 563.566            |                       |                       | [ 24 ] |
| 16 de setembro de 1938  | Pista de Bonneville, E.U.A.               | GBR George Eyston           | Thunderbolt                                     | Combustão interna: 2 x 36.7 litros V12 (Motor sobrealimentado Rolls-Royce R aviação) | 357.500            | 575.314            |                       |                       | [ 24 ] |
| 23 de agosto de 1939    | Pista de Bonneville, E.U.A.               | GBR John Cobb               | Railton Special                                 | Combustão interna: 2 x 23.9 litros W12 (Motor sobrealimentado Napier Lion aviação)   | 369.740            | 595.040            | 367.910               |                       | |
| 16 de setembro de 1947  | Pista de Bonneville, E.U.A.               | GBR John Cobb               | Railton Mobil Special                           | Combustão interna: 2 x 23.9 litros W12 (Motor sobrealimentado Napier Lion aviação)   | 394.196            | 634.397            | 394.190               | 634.390               | |
| 17 de julho de 1964     | Lago Eyre, Australia                      | GBR Donald Campbell         | Bluebird CN7                                    | Turboshaft: 1 x 4,000 hp Bristol Proteus                                             |                    |                    | 403.100               | 648.730               | |